# وزر-مس
وزر-مس (به آلمانی: Regierungsbezirk Weser-Ems) یک رگیرونگسبتسیرک در آلمان است که در نیدرزاکسن واقع شده‌است. وزر-مس ۲٬۴۷۳٬۹۹۸ نفر جمعیت دارد.